# Нижняя Краснохолмская улица
Ни́жняя Краснохо́лмская у́лица в Москве (в XIX веке — безымянный проезд по Земляному Валу) —  участок Садового кольца между Большим Краснохолмским мостом и Малым Краснохолмским мостом. Улица в нынешнем виде сложилась в конце 1930-х годов, с постройкой Краснохолмских мостов и ликвидацией канала, проложенного вдоль Садового кольца в 1830-x гг.

## История
В XIX века улица проходила западнее нынешней трассы — на месте нынешнего проезда на набережную к западу от Большого Краснохолмского моста. Это было связано с тем, что строители мостов, экономя средства, стремились ставить их под прямым углом к реке. Так на трассе Садового кольца появились изломы, а сама она сдвинулась к западу. Строители 1930-х годов поставили существующий Большой Краснохолмский мост под углом 55° к фарватеру, спрямив трассу Кольца.
После сноса в 1990-х гг. городской фабрики-прачечной, построенной в 1900-е гг. и занимавшей всю восточную сторону улицы, Нижняя Краснохолмская улица превратилась в улицу-фантом: нет ни одного дома, приписанного к ней. Дома по обе стороны Садового кольца ныне приписаны к Космодамианской набережной, Садовнической набережной и Садовнической улице.

## Примечательные здания
- Московский международный дом музыки на месте бывшей Краснохолмской промзоны (Космодамианская, 52)
- Пятиэтажный дом N 77 по Садовнической улице (угол Садовнической и Нижней Краснохолмской) известен двумя событиями
  - В 1930-х годах здание было передвинуто по технологии Э. М. Генделя с планируемой трассы Садового кольца - на его нынешнее место.
  - В 1967 году угловые секции здания были разрушены взрывом — предположительно, бытового газа (есть версия и о подрыве авиабомбы), с большими человеческими жертвами. Участок на месте этой секции оставался пустым до 2005 года, когда он был передан под постройку нового офисного здания.